# District de Langeais
Le district de Langeais est une ancienne division territoriale française du département d'Indre-et-Loire de 1790 à 1795.
Il était composé des cantons de Langeais, Bourgueil, Savigné et Valjoieux.